# L'arte viva di Julian Schnabel
L'arte viva di Julian Schnabel (Julian Schnabel: A Private Portrait) è un film documentario del 2017 diretto da Pappi Corsicato.
Pellicola incentrata sull'artista Julian Schnabel, con la partecipazione di moltissimi attori e artisti tra i quali Bono, Al Pacino e Willem Dafoe.

## Distribuzione
Il film è stato presentato in anteprima il 28 aprile 2017 al Tribeca Film Festival ed è stato distribuito nei cinema statunitensi il 5 maggio.